# Bessède-de-Sault
Bessède-de-Sault är en kommun i departementet Aude i regionen Occitanien  i södra Frankrike. Kommunen ligger  i kantonen Axat som ligger i arrondissementet Limoux. År 2022 hade Bessède-de-Sault 57 invånare.

## Befolkningsutveckling
Antalet invånare i kommunen Bessède-de-Sault
Referens: INSEE